# Lewin Fitzhamon
Lewin Fitzhamon (5 de junho de 1869 — 10 de outubro de 1961) foi um cineasta britânico, que se tornou reconhecido por seus trabalhos ao lado do renomado Cecil Hepworth nas primeiras décadas do século XX. Os filmes mais reconhecidos em que ocupou o cargo de diretor foram Rescued by Rover (1905), That Fatal Sneeze (1907) e A New Hat for Nothing (1910).
No total, seu nome foi creditado em cerca de 400 filmes, além da publicação de duas novelas: The Rival Millionaires (1904) e The Vixen (1915).